# 딜레이니 윌리엄스

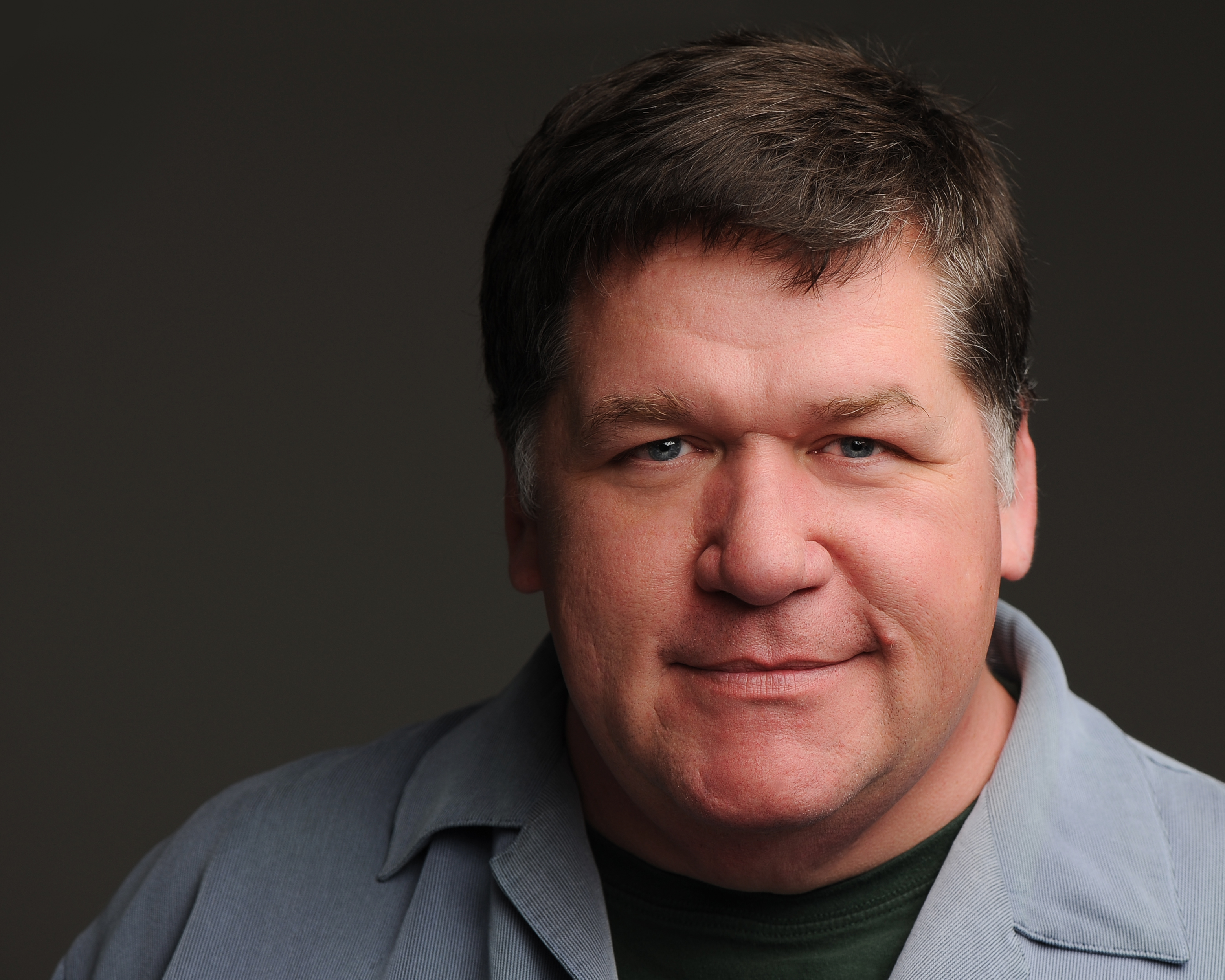

딜레이니 윌리엄스(Delaney Williams, 1962년 12월 12일 ~ )는 미국의 배우, 텔레비전 배우, 영화배우이다.
워싱턴 D.C.에서 태어났다.

## 영화
- 유 돈 노우 잭 (2010년) - 형사 역
- 레드 (2008년)
- 래더 49 (2004년)
- 헤드 오브 스테이트 (2003년)
- 더 와이어 시즌1 (2002년)
- 세실 B. 디멘티드 (2000년)
- 리플레이스먼트 (2000년) - 토드 역
- Law & Order : 성범죄전담반 1 (1999년)
- 포토그래퍼 (1998년)